# 圣伊莱尔 (阿列省)
圣伊莱尔（法語：Saint-Hilaire，法語發音：[sɛ̃.t‿ilɛʁ] ⓘ）是法国阿列省的一个市镇，位于该省中部，属于穆兰区。

## 地理
圣伊莱尔（46°29'40"N, 3°1'12"E）面积20.64 平方千米，位于法国奥弗涅-罗讷-阿尔卑斯大区阿列省，该省份为法国中部省份，北起涅夫勒省、西北接谢尔省，西南至克勒兹省，南至多姆山省，东南临卢瓦尔省，东临索恩-卢瓦尔省。
与圣伊莱尔接壤的市镇（或旧市镇、城区）包括：比克西耶尔莱米讷、日普西、罗克勒、圣欧班勒莫尼亚勒。

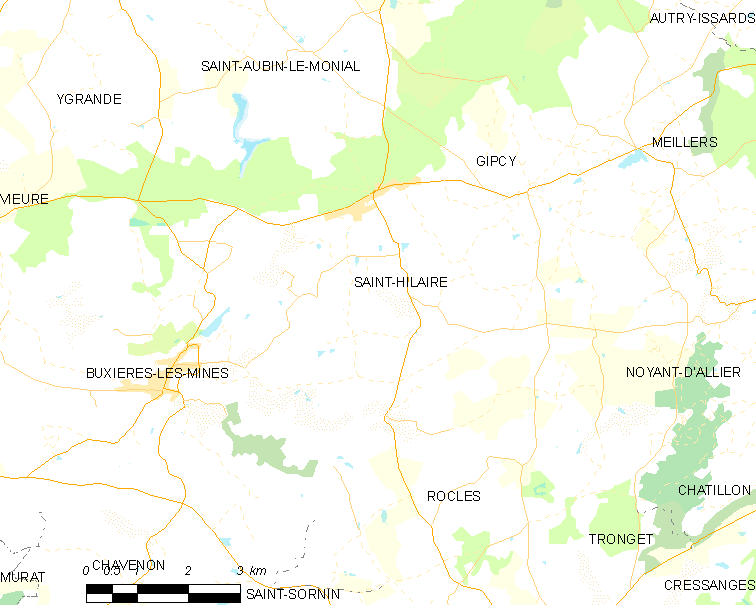
的OSM定位图

圣伊莱尔的时区为UTC+01:00、UTC+02:00（夏令时）。

## 行政
圣伊莱尔的邮政编码为03440，INSEE市镇编码为03238。

## 政治
圣伊莱尔所属的省级选区为波旁拉尔尚博县。

## 人口

1962-2008年间人口变化图示

圣伊莱尔于2022年1月1日时的人口数量为508人。